# Паметник на дарителите
Паметникът на дарителите се намира в центъра на град Свищов.
Паметникът се намира в парка пред Факултетския корпус на Стопанската академия. Дело е на скулптура Георги Чапкънов и архитект Станислав Константинов.
Официалното откриване на паметника е на 23 септември 2005 г. 
Паметникът представлява две „даряващи“ ръце, по които са накацали гълъби. Има за цел да почете делото на дарителите посветили усилията си на развитието на града. Надписът на паметника гласи: „На сърцатите дарители от признателни свищовци.“
Сред най-значимите дарения, направени в Свищов, са на Димитър Х. Василев, който дарява 240 хил. златни лева за създаването на Търговско училище в Свищов; дарените 200 хил. златни лева от Кирил Д. Аврамов за построяването на театрален салон и читалище в Свищов; Димитър А. Ценов дарява 5 млн. златни лева за създаването на висше икономическо училище в Свищов – второто по големина дарение за просветни нужди в България; след него е това на братята Евлоги и Христо Георгиеви за Софийския университет и много др.